# Von Speicher
Von Speicher is een geslacht afkomstig uit Thüringen waarvan leden sinds 1822 tot de Nederlandse adel behoren dat in Nederland in 1921 uitstierf.

## Geschiedenis
De stamreeks begint met Mathias Speicher die in Steinfeld werd geboren en in 1709 overleed. Bij Koninklijk Besluit werd Franz Wilhelm von Speicher (1788-1855) ingelijfd in de Nederlandse adel; met een kleindochter van hem stierf de Nederlandse tak in 1921 uit.